# Ela Velden
Daniela Campos Reséndiz (Querétaro, 25 de julho de 1992), mais conhecida como Ela Velden, é uma atriz e modelo mexicana.

## Biografia
Ela se mudou para a Cidade do México para estudar atuação e se matriculou na CEA de Televisa em 2011 e se formou em 2013.
Estreou na televisão em 2013 na série Gossip Girl: Acapulco. Nesse mesmo ano, participa da série Niñas mal, onde interpreta a Flavia.
Também participou de alguns episódios das séries Como dice el dicho e La rosa de Guadalupe.
Em 2014, integrou o elenco da telenovela Muchacha italiana viene a casarse, do produtor Pedro Damián.
Em 2015, se incorpora o elenco da segunda etapa de A que no me dejas.
Em 2016, recebe sua oportunidade para ser a protagonista da telenovela Despertar contigo, e trabalhando mais uma vez com o produtor Pedro Damián.

## Carreira

### Telenovelas
| Ano       | Telenovela                        | Personagem                             |
| --------- | --------------------------------- | -------------------------------------- |
| 2024-2025 | Las hijas de la señora García     | Mar Sánchez García                     |
| 2020      | Rubí                              | Carla Rangel / Fernanda Martínez Pérez |
| 2020      | Como tú no hay dos                | Julia Reyes / Jessica Jasso            |
| 2017–2018 | Caer en tentación                 | Mía Becker Cohen                       |
| 2016–2017 | Despertar contigo                 | Maia Alcalá González                   |
| 2015–2016 | A que no me dejas                 | Fernanda Ricart Medina                 |
| 2014–2015 | Muchacha italiana viene a casarse | Gianna Bianchi                         |

### Séries
| Ano           | Série                  | Personagem                  |
| ------------- | ---------------------- | --------------------------- |
| 2021-2022     | Quem matou Sara?       | Marifer (jovem)             |
| 2023          | Senda prohibida        | Nora López Jiménez / Corina |
| 2019–presente | El Juego de las Llaves | Siena                       |
| 2014          | La rosa de Guadalupe   | Lucina                      |
| 2014          | Como dice el dicho     | Candela / Andrea / Marifer  |
| 2013          | Niñas mal              | Flavia                      |
| 2013          | Gossip Girl: Acapulco  | Gabriela "Gaby"             |

## Prêmios e Indicações

### Prêmio TVyNovelas
| Ano  | Categoria                 | Telenovela                        | Resultado |
| ---- | ------------------------- | --------------------------------- | --------- |
| 2018 | Melhor atriz juvenil      | Caer en tentación                 | Venceu    |
| 2016 | Melhor revelação feminina | Muchacha italiana viene a casarse | Venceu    |